# 小槻国宗
小槻 国宗（おづき の くにむね、生年不詳 - 貞応2年7月20日（1223年8月18日））は、平安時代末期から鎌倉時代にかけての貴族。左大史・小槻隆職の子。官位は正五位上・左大史。

## 経歴
治承3年（1179年）左少史となり、翌治承4年（1180年）右大史に昇任されるが、同年中にこれを辞して一旦弁官局を去り、養和元年（1181年）大膳亮に任ぜられる。 
建久9年（1198年）10月に父の左大史・小槻隆職が危篤となると、その後任を巡って従兄弟の小槻広房と争うが、隆職が所帯の官職を国宗に譲ることを請願して許され、12月になって国宗は左大史に任ぜられた。その後、約25年に亘って国宗は大夫史の地位を占める一方、主殿頭や穀倉院別当を兼ねたほか、伊勢守の兼国にも与っている。なお、主殿頭については国宗以降、子孫に世襲されるようになったとされる。また隆職と同様に、国宗も大夫史の立場を利用して、その経済基盤となる官厨家便補保（太政官厨家領）の開発・立保を精力的に行った。承久3年（1221年）承久の乱で鎌倉幕府軍が入京すると、後鳥羽上皇の勅使として北条泰時の陣に向かい、院宣を届けた。
貞応2年（1223年）7月20日卒去するが、子息の惟任が幼少であったことから広房の孫にあたる小槻季継が大夫史を継いだ。国宗は儀礼を好んで様々な儀礼を主張したが、国宗によって打ち立てられた儀礼の流儀は、季継には故実として受け継がれなったという。

## 官歴
- 時期不詳：正六位上
- 治承3年（1179年） 正月19日：左少史[6]
- 治承4年（1180年） 正月28日：右大史[6]。日付不詳：辞右大史[7]
- 養和元年（1181年） 3月26日：大膳亮[8]
- 建久9年（1198年） 12月9日：左大史[9]
- 建久10年（1199年） 正月2日：官御祈願所行事[10]
- 建仁元年（1201年） 7月14日：見修理東大寺大仏長官正五位下行左大史兼丹後権介[11]
- 元久2年（1205年） 2月26日：見主殿頭[12]
- 元久3年（1206年） 3月29日：見兼但馬権介[13]
- 承元2年（1208年） 4月8日：兼伊勢守[14]
- 建暦3年（1213年） 8月2日：見正五位上[15]
- 時期不詳：穀倉院別当[16]
- 貞応2年（1223年） 7月20日：卒去[16]

## 系譜
『系図纂要』による。
- 父：小槻隆職
- 母：不詳
- 妻：兵部大輔顕方の娘
  - 男子：小槻通時（?-1214）
- 生母不詳の子女
  - 男子：小槻通成